# T.O.K.

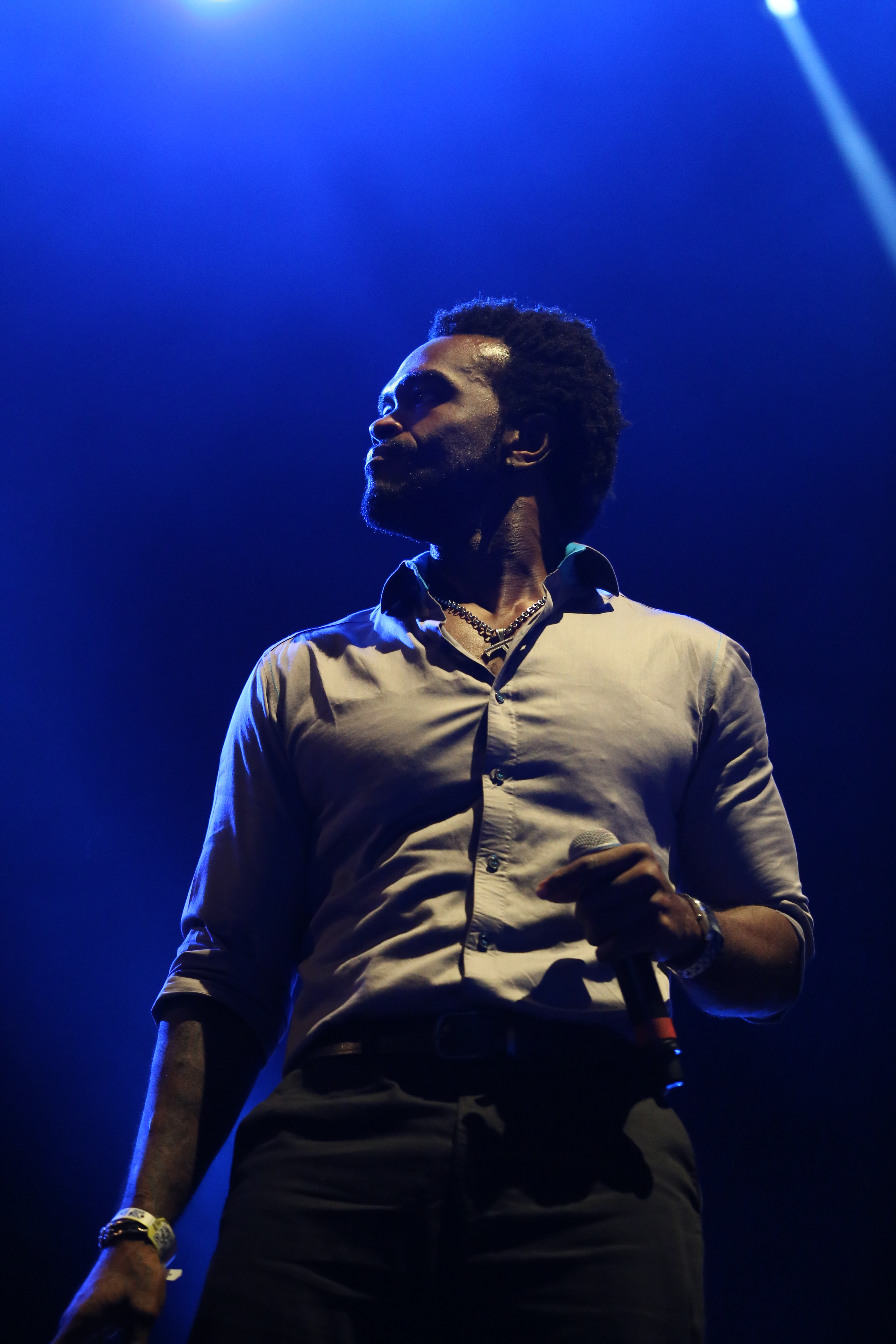
"Craigy T"

T.O.K. es un grupo de dancehall originario de Kingston, Jamaica. El grupo está integrado por Alistaire "Alex" McCalla, Roshaun "Bay-C" Clarke, Craig "Craigy T" Thompson, y Xavier "Flexx" Davidson.  Son mejor conocidos por temas como Footprints, Gal You Ah Lead, Chi Chi Man, Eagles Cry, Guardian Angel, Money 2 Burn, She's Hot, Hey Ladies, The Voice y I Believe.

## Nombre
T.O.K. significaba originalmente "Touch Of Klass" (toque de distinción, con class escrito con "k"), sin embargo la banda ha divisado muchos retroacrónimo para su apodo, tales como "Taking Over Kingston" (Apoderándose de Kingston) o "Tribe of Kings" (Tribu de Reyes).

## Historia

### Orígenes
El origen del grupo se remonta a finales de los 80s, mientras los miembros asistían aún a la escuela. Alistaire McCalla y Xavier Davidson eran amigos, y Craig Thompson y Roshaun Clarke, quienes eran miembros del coro del Campion College en Kingston, fueron contratados por McCalla.
El grupo tuvo su primera aparición en 1989, luego de una breve actividad en fiestas escolares y hoteles, cuando se llevó el segundo lugar por su presentación en la competencia de talento anual Tastee Talent Contest, que fue además notada por el productor discográfico local Stephen Craig de Nuff Records. En 1996, luego de mostrar su talento para la disquera de Craig, firmaron un contrato de grabación con el sello discográfico Taxi de Sly Dunbar y Robbie Shakespeare, y lanzaron su primer sencillo, Hit Them High, que tuvo poco impacto. Avanzado ese mismo año, firmaron para el sello discográfico High Profile, de Richard "Shams" Browne, y lanzaron otros dos sencillos: Send Them Come y Hardcore Lover con Lady Saw, el cual se hizo popular, alcanzando las lista musicales de dancehall en Jamaica y valiéndoles un contrato con VP Records. En 2002, el grupo finiquitó su contrato con V.P. Records, y desde entonces trabajan con su propio sello discográfico X.C.A.R.R. Records.

### Éxito comercial
Descrito por el New York Times como "la mejor banda masculina de dancehall-reggae del mundo," T.O.K. ha sido el grupo líder del género dancehall en Jamaica por más de una década, lanzando numerosos hitos musicales.
En 1999, grabaron Eagles Cry (una versión de When Doves Cry de Prince) para la edición jamaiquina Xtra Large, el cual fue un éxito internacional. Poco tiempo después lanzaron Chi Chi Man, basado en el "Sashi riddim" creado por Tony "CD" Kelly. El grupo debutó en el mercado estadounidense en 2001 con su primer álbum, My Crew, My Dawgs, que alcanzó el Top 10 de la lista Billboard de álbumes de Reggae y recibió un disco de platino en Japón. Ese año, T.O.K. apareció en el primer Advance Warning de MTV. El grupo tuvo un futuro éxito con el sencillo Gal You A Lead, producido por Bobby Konders, que alcanzó el puesto #85 del Billboard Hot 100 y estuvo entre las "Canciones Top de 2004" de la revista Blender'; y cuyo video fue presentado en el New Faces of MTV2.
Su segundo álbum, Unknown Language (2005), siguió a su predecesor con ventas de platino en Japón y les aseguró otro hito, Footprints, que alcanzó el puesto #93 de la lista Billboard. T.O.K. se tomó un par de años promocionando este álbum a través de conciertos en todo el mundo.
En 2007, lanzan los éxitos No Man y Guardian Angel, tema que alcanzó el puesto #1 de las listas de Reggae en New York, Florida y Jamaica. Desde 2008 T.O.K. ha lanzado varios sencillos nuevos y los videos musicales de No Man, Unbelievable, Hotta Vybez Medley, Raindrops Medley y más recientemente, de Supermodel.
En agosto de 2009, lanzan su tercer álbum Our World, con la colaboración de Beenie Man y Kelly Price.

### Controversia
Los miembros de T.O.K. fueron señalados por la campaña Stop Murder Music como artistas que promueven la violencia y la discriminación contra los homosexuales. Su controvertida canción Chi Chi Man a través de su letra promueve el asesinato a los gais. T.O.K. luego se rehusó a firmar la "Reggae Compassion Act", que fue escrita como parte de la lucha por detener la homofobia en le género del Reggae. En lugar de ello, firmaron su propia acta en agosto de 2009, antes de su presentación en Zúrich, llamada la "T.O.K. Compassion Act," que dice «respetamos y apoyamos los derechos de todos los individuos de vivir sin miedo de odio y violencia debido a su religión, orientación sexual, raza, etnia o género» y donde se comprometen a «no hacer declaraciones o interpretar canciones que inciten la violencia contra cualquier comunidad.»

## Miembros
- Xavier "Flexx" Davidson – vocalista (1996–2015)
- Craig "Craigy T" Thompson – DJ, vocalista (1996–2015; 2022–presente)
- Alistaire "Alex" McCalla – Vocalista (1996–2015; 2022–presente)
- Roshaun "Bay-C" Clarke – DJ, Vocalista (1996–2015; 2022–presente)

## Discografía

### Álbumes
- My Crew, My Dawgs (2001).
- Unknown Language (2005).
- Our World (2009).

### DVD
- Blaze It Up Tour.

### Otros álbumes de los miembros
- D'Link (2008) - Flexx.
- Bombrush Hour (2009) - Bay-C.